# جيمي بوفورت
جيمي بوفورت (بالإنجليزية: Jimmy Beaufort)‏ هو قسيس نيوزيلندي، ولد في 1896، وتوفي في 1952.